# Lophodermium pini-excelsae
Lophodermium pini-excelsae är en svampart som beskrevs av S. Ahmad 1954. Lophodermium pini-excelsae ingår i släktet Lophodermium och familjen Rhytismataceae.   Inga underarter finns listade i Catalogue of Life.